# Tongamya miranda
Tongamya miranda är en tvåvingeart som beskrevs av Elisabeth K. Stuckenberg 1966. Tongamya miranda ingår i släktet Tongamya och familjen Mydidae. Inga underarter finns listade i Catalogue of Life.